# Brandon Jay McLaren
Brandon Jay McLaren (ur. 15 października 1981 w Vancouver) – kanadyjski aktor filmowy i telewizyjny, znany głównie z roli Jacka Landorsa w serialu Power Rangers S.P.D. i jako Toby w sportowej komedii romantycznej Andy’ego Fickmana Ona to on (She’s the Man). Jego rodzice – Denise i Ira McLaren – pochodzili z Trinidadu i Grenady. W wieku 12 lat wystąpił w reklamie zbóż o strukturze plastra miodu. W szkole średniej grał w koszykówkę. W college’u otrzymał stypendium piłkarskie i planował pójść do szkoły medycznej. Ostatecznie ukończył studia na Uniwersytecie Stanowym Nowego Jorku na wydziale biologii człowieka.

## Filmografia

### Filmy fabularne
- 2003: Snajper w Waszyngtonie: 23 dni grozy jako oko świadka
- 2004: Scooby-Doo 2: Potwory na gigancie jako koleś na łyżwach
- 2006: Ona to on (She’s the Man) jako Toby
- 2008: Yeti: Zabójcza stopa jako Rice
- 2010: Tucker i Dale kontra Zło jako Jason

### Seriale TV
- 2004: Tajemnice Smallville jako dostawca
- 2005: Power Rangers S.P.D. jako Jack Landors / Czerwony Wojownik S.P.D.
- 2006: Tajemnice Smallville jako Yance
- 2007: Najlepsze lata jako Devon Sylver
- 2008: Wyspa Harpera jako Danny Brooks
- 2009: CSI: Kryminalne zagadki Las Vegas jako Anthony Samuels
- 2010: Być jak Erica jako Lenin
- 2011–2012: Dochodzenie (The Killing) jako Bennett Ahmed
- 2012: Wrogie niebo (Falling Skies) jako Jamil Dexter
- 2013–2015: Graceland jako Dale Jakes
- 2015: Motyw jako Lee Ward
- 2016: Chicago Fire jako Danny Booker
- 2017–: Okup jako Oliver Yates
- 2018: UnReal jako Simon